# Berthold III van Andechs
Berthold III van Andechs (circa 1110/1115 - 14 december 1188) was van 1160 tot 1188 graaf van Andechs en van 1173 tot 1188 markgraaf van Istrië. Hij behoorde tot het huis Andechs.

## Levensloop
Hij was de tweede zoon van graaf Berthold II van Andechs en Sophia van Istrië, dochter van markgraaf Poppo II van Istrië. Na de dood van zijn vader in 1151 en van zijn oudere broer Poppo in 1160, werd Berthold III graaf van Andechs en erfde hij ook verschillende andere gebieden.
Door het verwerf van deze uitgedijde bezittingen, rechten en erfschappen kon hij binnen de Duitse adel en ook in de politiek van het Heilige Roomse Rijk opstijgen. Zo controleerde hij belangrijke noord-zuidverbindingen naar Italië en was hij als trouwe bondgenoot van het huis Hohenstaufen een regelmatige begeleider van keizer Frederik I Barbarossa op zijn veldtochten door Italië.
In 1157 erfde Berthold III het graafschap Dießen, nadat de plaatselijke dynastie daar was uitgestorven. Na de dood van de kinderloze graaf Ekbert III van Formbach-Pitten in 1158, begon Berthold III met hertog Ottokar III van Stiermarken een erfstrijd over de gebieden van Ekbert. Uiteindelijk kon Berthold III het graafschap Neuburg en het graafschap Schärding behouden, maar hij moest accepteren dat het graafschap Pitten naar het hertogdom Stiermarken ging.
In 1165 werd Berthold III door zijn broer Otto, de bisschop van Brixen, beleend met de graafschapsrechten in Nori- en Pustertal, waarmee hij de Brennerpas kon controleren. Ook kreeg Berthold van zijn broer de voogdijen van Brixen en Neustift toegewezen. 
In de jaren 1170 kocht hij het land van het klooster van Wilten ten zuiden van de rivier de Inn. Hij liet er in Hötting onder meer een brug bouwen en ook liet hij het kasteel Ambras bouwen, van waaruit de graven van Andechs bestuurden.
In 1173 kreeg Berthold III in rijksleen het markgraafschap Istrië-Krain, waarmee hij Engelbert III uit het huis Spanheim opvolgde. 
Na de val van Hendrik de Leeuw in 1180, kreeg de zoon van Berthold III, Berthold IV, de titel van hertog van Meranië. Hierdoor werd het huis Andechs verheven in de stand van rijksvorst.
In 1188 overleed Berthold III van Andechs, waarna hij begraven werd in het klooster van Dießen.

## Huwelijk en nakomelingen
Berthold III huwde in 1152 met Hedwig van Scheyern-Dachau (overleden in 1174), dochter van graaf Otto IV van Scheyern-Dachau. Ze kregen volgende kinderen:
- Berthold IV (1153-1204), graaf van Andechs, markgraaf van Istrië en hertog van Meranië.
- Sophia (overleden in 1218), huwde met graaf Poppo VI van Henneberg
- Cunigunde (overleden na 1207), huwde met graaf Everhard van Eberstein
- Mathilde (overleden in 1245), huwde eerst met markgraaf Berthold van Vohburg en daarna met graaf Engelbert III van Gorizia

Na de dood van zijn eerste vrouw hertrouwde hij met Luitgard van Denemarken, dochter van koning Sven III van Denemarken. Ze kregen volgende kinderen:
- Poppo (1175-1245), bisschop van Bamberg
- Bertha, abdis in het klooster van Gerbstedt